# Bożena Adamek
Bożena Adamek, właśc. Bożena Adamek-Nurkowska, występowała także jako Bożena Adamkówna (ur. 1 stycznia 1952 w Zaklikowie) – polska aktorka teatralna, filmowa i telewizyjna.
Jest absolwentką III Liceum Ogólnokształcącego im. Unii Lubelskiej w Lublinie. Ukończyła krakowską PWST (1975).
Była nominowana do weneckiej nagrody filmowej. Jest żoną reżysera Włodzimierza Nurkowskiego.

## Teatr
W teatrze zadebiutowała 20 lutego 1972. Występowała kolejno w teatrach:
- 1975–1978 – Teatr Ludowy w Nowej Hucie,
- 1978–1982 – Teatr STU,
- 1982–1986 – Teatr Bagatela,
- od 1986 – Teatr im. J. Słowackiego

oraz gościnnie w innych teatrach.
Grała w spektaklach takich reżyserów, jak np. Krzysztof Babicki, Aleksander Bednarz, Tadeusz Bradecki, Jacek Chmielnik, Piotr Cieślak, Jerzy Domaradzki, Ryszard Filipski, Jerzy Goliński, Mikołaj Grabowski, Gustaw Holoubek, Jerzy Jarocki, Krzysztof Jasiński, Ireneusz Kanicki, Kazimierz Kutz, Paweł Miśkiewicz, Włodzimierz Nurkowski, Barbara Sass, Bartosz Szydłowski, Janusz Wiśniewski, Rudolf Zioło.

### Spektakle teatralne
Teatr im. J. Słowackiego w Krakowie
- 1972 – Wesele Figara (Frania)
- 1986 – Romanca (Bianka)
- 1988 – Szkoda, że jest nierządnicą (Annabella)
- 1988 – Niebezpieczne związki (De Tourvel; Emilia)
- 1990 – Kuszenie (Marketa)
- 1990, 1992 – Burza (Miranda)
- 1991 – Obóz wszystkich świętych (panna Maciejunas)
- 1991 – Klątwa (Chór)
- 1992 – Damy i huzary (Fruzia)
- 1992 – Celestyna (Lukrecja)
- 1993 – Stalowe magnolie (Truvy Jones)
- 1993 – Zemsta (fragmenty) (Klara)
- 1994 – Farsa z ograniczoną odpowiedzialnością (pani z redakcji „Bilionera”)
- 1996 – Mary Stuart (Jane)
- 1996 – Przyjaźń (Penny)
- 1998 – Słowa Boże (krawcowa Benita)
- 1999 – Prezydentki (Maryjka)
- 1999 – Powrót (Halina)
- 1999 – Czarownice z Salem (Elizabeth Proctor)
- 2000 – Prześwit (Kyra Hollis)
- 2001 – Marat/Sade (Simona Evrard)
- 2001 – Pastorałka na nowy wiek (Anioł Stróż)
- 2004 – Czarodziejska góra (Przepełniona)
- 2004 – Opera za trzy grosze (Betty)
- 2006 – Kordian (Dama Przecudna)
- 2006 – Pułapka (Matka)

Stary Teatr im. H. Modrzejewskiej Krakowie
- 1973 – Proces (Garbuska)

Teatr Ludowy, Kraków-Nowa Huta
- 1974 – Dziś do ciebie przyjść nie mogę
- 1976 – Nasza patetyczna (Chór)
- 1976 – Romans z wodewilu (Walek)
- 1977 – Nasze kawalerskie (Wercia)
- 1977 – Ostatni (Wiera)
- 1978 – Bolesław Śmiały. Skałka (Krasawica)
- 1982 – Nie-Boska komedia (Orcio)

PWST w Krakowie
- 1975 – Wielki człowiek do małych interesów (Matylda)

Teatr STU w Krakowie
- 1979 – Wydrążeni ludzie
- 1980 – Tajna misja (Daria Siergiejewa Kasparicz)

Teatr Powszechny w Warszawie (gościnnie)
- 1980 – Kopciuch (Kopciuch)
- 1981 – Maria (Katarzyna Felzen)

Teatr Bagatela im. T. Boya-Żeleńskiego w Krakowie
- 1981 – Burza (Miranda)
- 1983 – Szaleństwa panny Magdaleny (Magdalena Brzeska)
- 1983 – Czas Arlekina (Rosaura; Papuga)
- 1985 – Edukacja Rity (Rita)

Stowarzyszenie Teatralne „Łaźnia”, Kraków
- 2001 – Miłość Fedry (Fedra)
- 2003 – Pokolenie porno (Lee)

Teatr Łaźnia Nowa, Kraków
- 2005 – Cukier w normie

#### Teatr Telewizji
- 1974 – Romeo i Julia (Julia)
- 1979 – Wesołe kumoszki z Windsoru (Robin)
- 1981 – Milczenie (żona reportera)
- 1985 – Intryga i miłość (Luiza)
- 1986 – Łunin, czyli Śmierć Kubusia fatalisty (Ona)
- 1986 – Od szóstej do szóstej (Sonia Kepple)
- 1987 – Tragedia księżnej d’Amalfi (księżna d’Amalfi)
- 1987 – W małym domku (Maria)
- 1988 – Makbet (Wiedźma III)
- 1993 – Siostrzyczki (Therese Dubuc)
- 1994 – Myszki (Helen)
- 1994 – Natalia F. Dostojewskiego (Klaudia)
- 1995 – Chłopcy z Placu Broni (matka)
- 1998 – Wielka magia (pani Marino)

## Filmografia
- 1973 – Sanatorium pod Klepsydrą (Bianka)
- 1973 – Przecież nic się nie stało
- 1974 – Najważniejszy dzień życia  (uczennica Wiesia Adamska odc. Broda)
- 1976 – Zielone – minione…
- 1977 – Znak orła (Agnieszka)
- 1979 – Epizod (Dorota)
- 1979 – Wysokie loty (córka Średniawy)
- 1980 – Ćma (dziewczyna w studiu)
- 1980 – Królowa Bona (Elżbieta Habsburżanka)
- 1980 – Pałac
- 1981 – Debiutantka (Bożena)
- 1982 – Do góry nogami (Simpson)
- 1982 – Epitafium dla Barbary Radziwiłłówny (Elżbieta Habsburżanka)
- 1982 – Popielec (Zośka)
- 1983 – Mgła (Jola)
- 1983 – Thais (Philipa)
- 1984 – Był jazz (Alicja)
- 1984 – Dom wariatów (matka w młodości)
- 1984 – Rycerze i rabusie (Elżbieta)
- 1986 – W cieniu nienawiści (Zofia)
- 1987 – Opowieść Harleya (Elżbieta)
- 1989 – Modrzejewska (Antonina Hoffmann)
- 1990 – Kramarz (kobieta)
- 1991 – Skarga
- 1992 – Dwa księżyce (Ludwisiowa)
- 1993 – Pożegnanie z Marią (urzędniczka)
- 1993 – Rozmowa z człowiekiem z szafy (matka)
- 1994 – Spis cudzołożnic (Emilka)
- 1995 – Kamień na kamieniu (matka Szymona i Michała)
- 2005 – Klinika samotnych serc (Halina)
- 2005 – Na dobre i na złe (Kalina)
- 2005 – Pensjonat pod Różą (Łucja Czerwieńska)
- 2006 – Wszyscy jesteśmy Chrystusami (matka Adasia w średnim wieku)
- 2007 – Jutro idziemy do kina (matka Piotra)
- 2007 – Rezerwat (matka Grzesia)
- 2008 – Droga do raju (matka Eli)
- 2009 – Czas honoru (Swoińska, gospodyni Bronka, odc. 15 i 18)
- 2013 – Bilet na Księżyc (matka Adama i Antka)

## Nagrody
- 1985 – Brązowy Krzyż Zasługi[1]
- 1996 – nagroda organizatorów (nagroda aktorska) Przeglądu Filmowego „Prowincjonalia” w Słupcy koło Konina (za rolę w filmie Kamień na kamieniu)
- 2000 – Nagroda im. Jacka Woszczerowicza przyznana na Kaliskich Spotkaniach Teatralnych (za rolę Haliny w Powrocie)
- 2008 – Brązowy Medal „Zasłużony Kulturze Gloria Artis”[2]